# Dactylopodopsis dilatata
Dactylopodopsis dilatata is een eenoogkreeftjessoort uit de familie van de Dactylopusiidae. De wetenschappelijke naam van de soort werd in 1911voor het eerst geldig gepubliceerd door Georg Ossian Sars.